# غريب الخال
غريب بن عبد الله، الملقب غريب الخال، قائد عسكري عبَّاسي، كان شقيق شغب، والدة الخليفة العباسي المؤثر جَعْفَر المُقتدر بالله (حكم في 908-932)، كان شخصية قوية في بلاط ابن أُخته الخليفة. وكان من أبرز القادة العسكريين في ذلك الوقت، وشغل منصب والي منطقة العواصم التي كانت على حدود الإمبراطورية البيزنطية عام 910، وشرق الجزيرة العربية عام 912. وكثيراً ما يُذكر في المصادر جنباً إلى جنب مع القائد العام العباسي مؤنس المظفر كأقوى رجال الدولة. وعندما توفي عام 917، حضرت المحكمة بأكملها جنازته. كما حصل نسله على أدوار بارزة في البلاط، وخاصة ابنه هارون.